# 이토 도요오
이토 도요오(일본어: 伊東豊雄 이토 토요오[*], 1941년 6월 1일 ~ )는 일본의 건축가이다. 이토 도요오 건축 설계 사무소의 대표이며, 도쿄 대학, 도호쿠 대학, 다마 미술 대학 비상근 강사로도 활동하였다. 다카마쓰노미야 전하기념 세계문화상, RIBA 골드 메달, 일본 건축 학회상 작품상 2회, 굿디자인상 대상, 프리츠커상 등 다수 수상하였다.

## 내력
1941년에 일제강점기 조선의 경기도 경성부 (현 대한민국 서울특별시)에서 태어났다. 2세부터 중학생까지 할아버지와 아버지의 고향인 나가노현의 스와군 시모스와정에서 자랐다. 도쿄도립 히비야 고등학교, 도쿄 대학 공학부 졸업 후 기쿠타케 기요노리 설계 사무소에 근무하였다.
1971년에 독립하여 어번로봇(일본어: アーバンロボット, 현 이토 도요오 건축 설계 사무소)을 설립하였다. 처음에는 "White U", "실버햇" 등 개인 주택을 중심으로 다루었고, 저렴하면서 금욕적이고 미니멀한 작품으로 주목을 받았다. 또한 소비 사회에 살고, 물뿐만 아니라 생활 공간까지 소비하는 젊은 여성들 도시 "유목민"(노마드)을 테마로 "도쿄 유목 소녀의 포 (파오)"라는 프로젝트를 발표하는 등, 도시를 비판하는 활동을 했다.
1986년, 요코하마역 서쪽 출구에 만든 심볼 타워 겸 지하 환기탑 "바람의 탑"은 무수한 구멍을 뚫은 금속판 (펀치 메탈)과 다수의 조명으로 구성된 단순한 반투명 탑처럼 보이지만, 바람 등 주변의 기상 조건에 따라 표면에 화려한 빛이 뜨게 프로그램 되어 있으며, 금속판의 참신한 사용 방법이나 환경에 대한 상호 작용성에서 주목을 받았다.
1990년대 들어 "센다이 미디어테크"를 대표로 점차 구조에서도 실험적이고, 게다가 관능적인 외관 · 내부 공간이 있는 작풍으로 옮겨갔다.

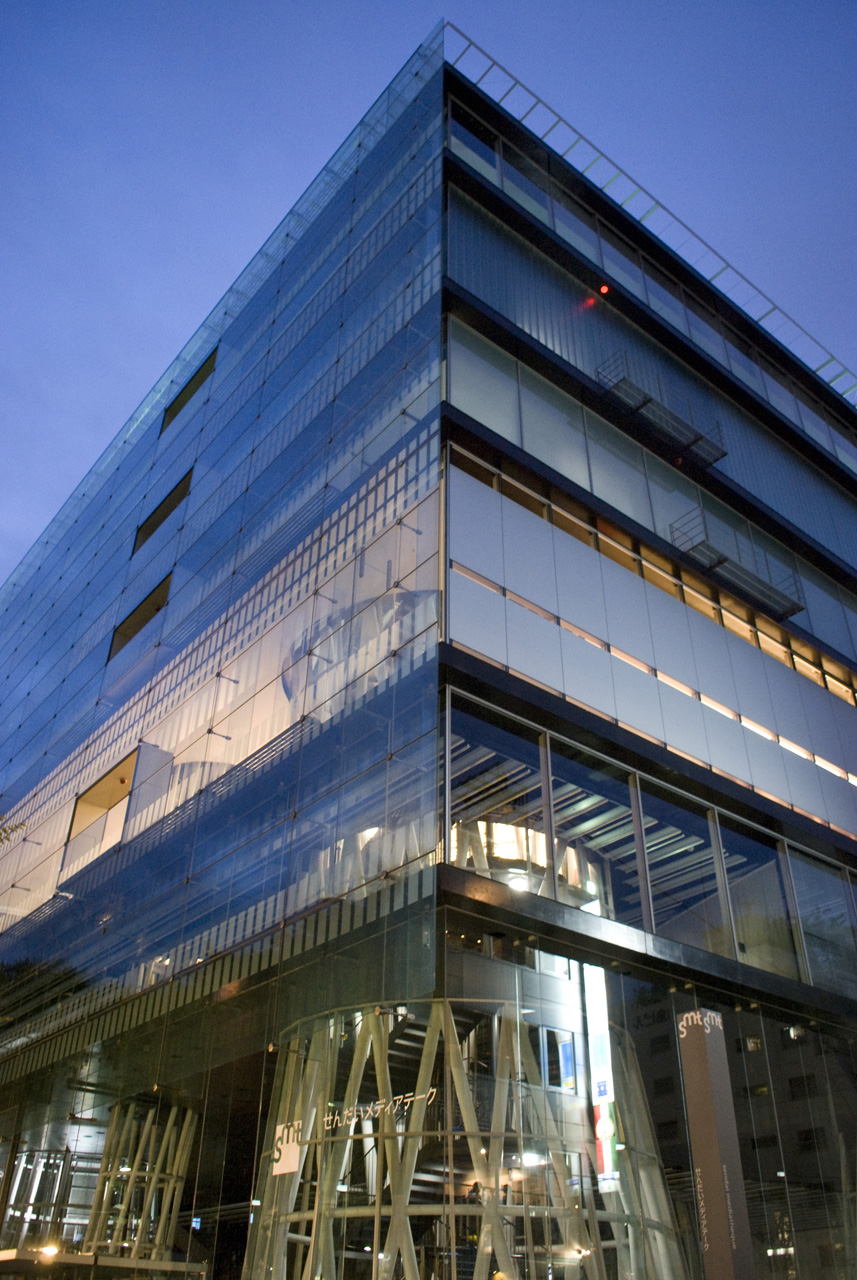
센다이 미디어테크.

2006년에 영국 왕립 건축가 협회에서 골드 메달을 수상하는 등 세계에서 중요한 건축가 중 한 사람으로 간주되고 있다. 또한, 디자인 건축을 위한 가구 디자인도 실시하고 있다. 건축가를 많이 배출하는 교육자로서도 높은 평가를 얻고 있다. 현재 다마 미술 대학 객원 교수로 활동하고 있으며, 2010년에는 에히메현 이마바리시 오미시마정(大三島町) 우라도(浦戸)에 이마바리시 이토 도요오 건축박물관(今治市伊東豊雄建築ミュージアム)을 설치하였다.